# Aeroporto de Hamburgo
O Aeroporto de Hamburgo (em alemão: Flughafen Hamburg-Fuhlsbüttel), (IATA: HAM / ICAO: EDDH) é o aeroporto internacional de Hamburgo, na Alemanha.